# Sclérure à gorge rousse
Sclerurus mexicanus
Espèce
Statut de conservation UICN

 LC  : Préoccupation mineure
Le Sclérure à gorge rousse (Sclerurus mexicanus) est une espèce de passereaux de la famille des Furnariidae (Furnariidés en français).

## Description
Le Sclérure à gorge rousse mesure environ 15 à 16 cm. Il a le plumage brun sur le dessus et roux sur le dessous. Le croupion et les sus-caudales sont noisette. La gorge, le menton et la poitrine sont roux. L'abdomen est roux foncé. La couverture alaire et la queue arrondie sont noires. Le bec est noir et les pattes sont brunes. Les deux sexes sont semblables.

## Alimentation
Il se nourrit d'insectes.

## Répartition
On le trouve du sud du Mexique à travers toute l'Amérique centrale, jusqu'à l'ouest du Panama. De la Colombie à l'ouest du Pérou et de l'Équateur, dans le nord et le centre de la Bolivie, le sud du Venezuela, au Guyana, au Surinam et en Guyane, sur toute la moitié nord du Brésil ainsi que l'est. Il vit dans les forêts humides en zone montagneuse.

## Nidification
Le nid est installé dans le sol, au pied d'un arbre. Une galerie permet d'y accéder et il est tapissé de feuilles mortes.

## Sous-espèces
D'après la classification de référence (version 5.2, 2015) du Congrès ornithologique international, cette espèce est constituée des deux sous-espèces suivantes (ordre phylogénique) :
- Sclerurus mexicanus mexicanus P.L. Sclater, 1857
- Sclerurus mexicanus pullus Bangs, 1902